# Mihalik Enikő
Mihalik Enikő (Békéscsaba, 1987. május 11.) modell, az Elite Model Look 2002. évi negyedik helyezettje. Ismert Inez van Lamsweerde és Vinoodh Matadin holland fotósokkal való munkájáról.

## Szakmai pályafutása
Fiatal korában osztálytársai gyakran ugratták vékony testalkata miatt, úgy gondolták betegség az oka. Tizenöt éves korában fedezte fel magának a modellszakma egy bevásárlóközpontban. 2002-ben megnyerte az Elite Model Look versenyét.
A magyarországi verseny győzteseként részt vehetett a nemzetközi döntőben is, amit Tuniszban rendeztek meg, és amelyet Ana Mihajlovic nyert meg. Mihalik negyedik lett. 2006. július 6-án mutatkozott be a kifutón nemzetközi szinten, a Chanel haute couture bemutatóján.
Több mint 50 nemzetközileg is jegyzett divatcéggel és tervezővel dolgozott együtt, köztük a Shiatzy Chennel, a Givenchyvel, a Blumarine-nel és Diane von Fürstenberggel is.
2008 őszén egyike volt annak a tizennégy modellnek, akik szerepeltek az amerikai V magazinban, többek közt Agyness Deynnel, Lara Stone-nal, Anja Rubikkal, és Daria Werbowyval együtt. A Retroval and Paola Franival is dolgozott.
Pályája során részt vett Cesare Paciotti, a Gucci, a Kenzo, a Max Mara , a Viktor & Rolf és a Barneys New York kampányában is. Arca olyan divatmagazinokban vagy azok borítóján szerepelt, mint az i-D, a Vogue  és a Numéro.
Mihalik Enikő volt látható az  Elle Brazil 2013 júniusi számának címlapján.
2009-ben részt vett a Victoria’s Secret New Yorkban tartott divatbemutatóján, 2010-ben pedig szerepelt a Pirelli brit leányvállalatának naptárában, amit Terry Richardson Brazíliában fényképezett.
2016 decemberében a Hónap Playmate-je volt a Playboy magazinnál.

## Magánélete
Baráti viszonyt ápol Palvin Barbara és Iekeliene Stange modellekkel, párkapcsolatban élt Mathias Jørgensen dán labdarúgóval és Vladimir Restoin Roitfeld amerikai üzletemberrel is.
2021-ben férjhez ment Korányi Dávidhoz, akivel 2020 februárjában ismerkedtek meg New Yorkban, majd a karantén idején is együtt éltek. 2021 márciusában bejelentette, hogy júliusra gyermeket, kislányt vár.

## További információ
- Mihalik Enikő, models.com
- Mihalik Enikő Archiválva 2019. november 11-i dátummal a Wayback Machine-ben, nymag.com
- Mihalik Enikő, Pirelli Calendrar 2010, Automoto.fr
- Mihalik Enikő, Divatportal.hu